# Château du Plessis-Kaër
Le château du Plessis-Kaër est un édifice situé à Crach, en France.

## Situation
Le château est situé sur le territoire de la commune du Crach, au lieu-dit Plessis-Kaër, dans le département du Morbihan, en région Bretagne.

## Description
Le château date du XVIe siècle, la tourelle d'escalier s'ouvre par une porte à deux vantaux logée dans une baie circulaire. Elle se compose de quatre panneaux à serviette en bas, et quatre autres au-dessus, en bois sculpté, séparés par des colonnettes. Les deux panneaux supérieurs du centre représentent chacun un médaillon contenant un profil masculin et féminin, agrémentant une végétation sortant d'un vase. Les panneaux du côté s'ornent d'une décoration florale.

## Histoire
En 1636, François-Nicolas Baudot Dubuisson-Aubenay, lors d'un voyage dans l'ouest mentionne « la maison et bois du Plessis-de-Ker […] et [la] masse de la maison de Ker ».
Le château est inscrit partiellement au titre des monuments historiques par arrêté du 20 mars 1934, remplacé par une nouvelle inscription qui englobe tout le domaine du château par arrêté du 31 mai 2023.

## Protection
Éléments protégés : le château en totalité, le pigeonnier en totalité, la glacière en totalité, le parc avec ses allées et structures, les murs maçonnés du domaine, le lavoir, la fontaine en totalité, les façades et toitures de l'ensemble des communs dont les fermes, les anciennes écuries réaménagées en lieu de villégiatures, le pavillon du gardien.

## Galerie

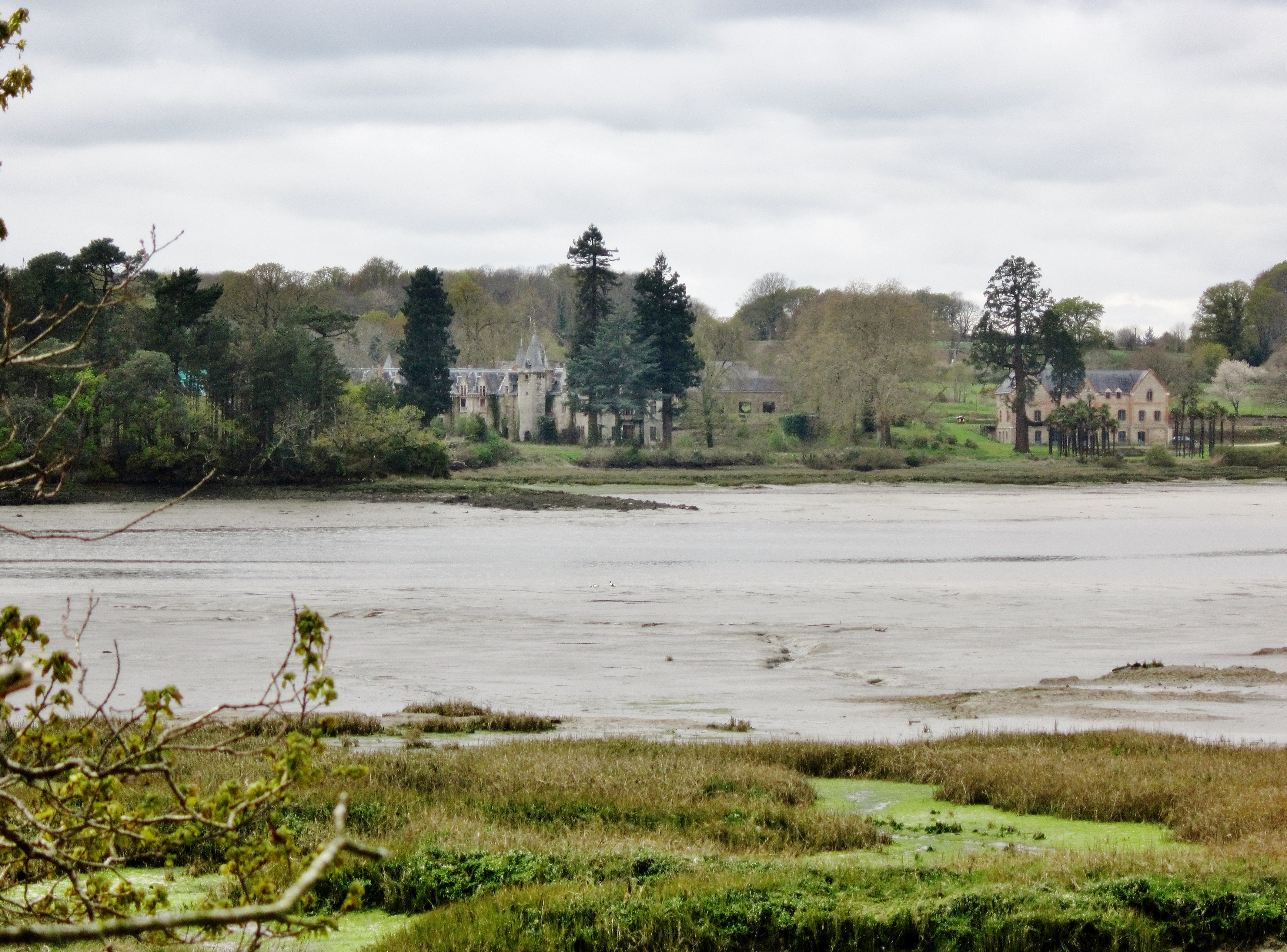
Le château du Plessis-Kaër (rive droite de la ria d'Auray) vu depuis la pointe de Kerisper (en Pluneret).
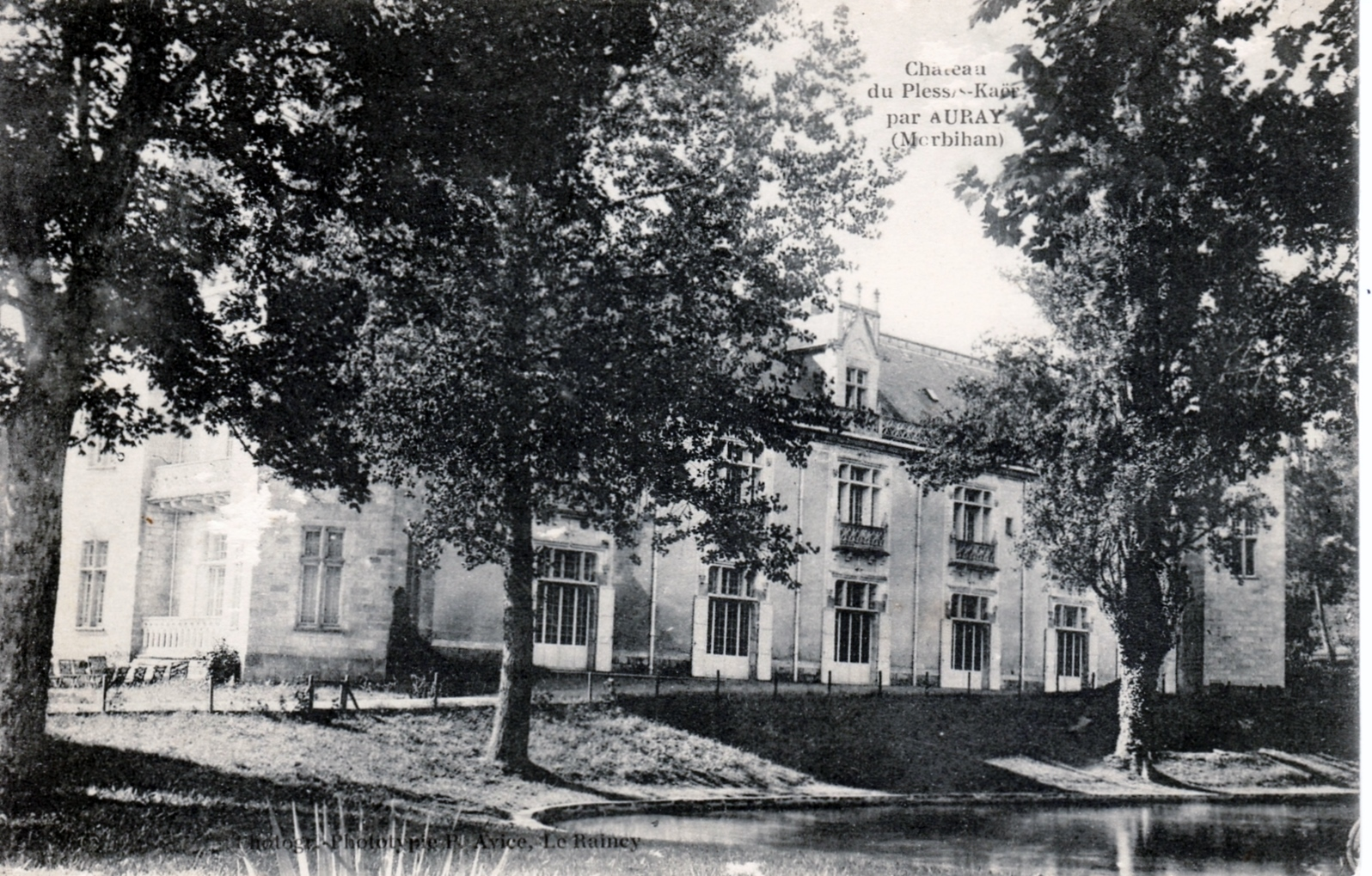
Le château du Plessis-Kaër (carte postale vers 1930).